# Clavipanurgus punctiventris
Clavipanurgus punctiventris là một loài ong trong họ Andrenidae. Loài này được Morawitz miêu tả khoa học đầu tiên năm 1876.